# Trolls (videogioco)
Trolls è un videogioco a piattaforme sui pupazzi Troll, pubblicato nel 1992 per Amiga e MS-DOS e nel 1993 per Amiga CD32 e Commodore 64 dall'editrice britannica Flair Software. 
Nel 1993 uscì anche una versione specifica per Amiga 1200, con miglioramenti rispetto a quella generica per computer Amiga. Per MS-DOS uscì una versione su CD-ROM dopo la prima su floppy da 3,5".
Trolls venne di solito molto apprezzato dalla critica su tutte le piattaforme.
In quegli anni uscirono anche altri giochi sui pupazzi Troll, ma diversi per gameplay e produttori: The Trolls in Crazyland (1991) e Trolls on Treasure Island (1992) per NES, Super Troll Islands (1994) per SNES.
Poco tempo dopo Trolls la Flair pubblicò Oscar (1993), un altro gioco concettualmente simile, ma senza il tema dei Troll.

## Modalità di gioco
Il giocatore controlla un pupazzo Troll vivente e deve recuperare dei baby-troll in una serie di scenari surreali, spesso fatti di oggetti ordinari che rispetto a lui sono enormi, e popolati da nemici sotto forma di creature e oggetti animati di vario genere. Il formato è quello di un tipico platform bidimensionale a scorrimento multidirezionale, con livelli che si sviluppano prevalentemente in orizzontale, raggruppati in mondi tematici. Inizialmente il Troll può soltanto correre sulle piattaforme, con effetto di inerzia, e fare salti con traiettoria deviabile in volo.

### Amiga/DOS
I dettagli seguenti si riferiscono a tutte le versioni Amiga e DOS (escluso solo il Commodore 64), praticamente uguali tra loro nella struttura.
Una sequenza introduttiva mostra un giocattolaio fiabesco che va a dormire e il Troll che prende vita, insieme ad altri oggetti, quindi la partita inizia su una mensola dove il Troll può scegliere liberamente quale mondo affrontare entrando nelle rispettive porte.
I mondi tematici sono 7: giocattoli, mezzi di comunicazione (giornali, musicassette ecc.), bibita gassata (mondo subacqueo dove il Troll può anche nuotare), luna park, fiabe, giochi da tavolo, dolciumi. Ciascuno è composto da tre livelli normali.
Lo scopo di ogni livello è raccogliere un certo numero di baby-troll sparsi per lo scenario, infine raggiungere l'uscita, chiamata pig stop, dove un maiale volante porta via il Troll.
Ogni mondo ha vari tipi di nemici a tema, che agiscono seguendo percorsi predefiniti, e si possono eliminare saltandogli direttamente sopra una o più volte.
Si dispone di un certo numero di vite e per ciascuna si ha un'energia rappresentata da dei cuoricini, che diminuiscono a ogni contatto con i nemici.
Tra i molti bonus da raccogliere, spesso fuoriusciti da palloncini scoppiati, ci sono power-up, il cui possesso è evidenziato dal cambio di colore dei capelli del Troll: scarpe per correre, scarpe a molla per saltare, ali, scudo protettivo, blocco dei nemici, e uno yo-yo permanente che può essere usato come arma per rompere certe pareti o come rampino per dondolarsi dalle piattaforme. Esistono anche effetti negativi: birra che rende il Troll meno controllabile, palla e catena che lo rallentano.
Per ogni livello è possibile inoltre raccogliere le lettere della parola BONUS o BOGUS, che se completata dà accesso a un livello bonus di intermezzo; qui si devono solo raccogliere oggetti bonus entro un certo tempo, tuttavia nel caso di BOGUS il mancato completamento causa la perdita di una vita. Altri livelli bonus sono sempre accessibili, tramite porte sbloccate, dopo aver completato ciascuno dei mondi.
Le versioni Amiga 1200 e CD32 sono potenziate sul piano estetico, con l'aggiunta di sfondi elaborati con scorrimento parallattico e, su CD32, tracce audio.

### Commodore 64
Rispetto alle altre, la versione Commodore 64 ha un ridotto numero di mondi (dolciumi, fiabe, bibita gassata), da affrontare in ordine prestabilito. Ciascuno ha solo due livelli, con conformazione diversa dalle altre versioni. Il Troll è rapido e fa salti particolarmente elevati in proporzione all'ampiezza della visuale.
L'obiettivo è sempre raccogliere almeno tre baby-troll e poi raggiungere l'uscita. Ci sono stanze segrete, ma non i livelli bonus.
Molti tipi di nemici si possono eliminare saltandoci sopra, ma altri sono invincibili.
Le vite si perdono a ogni singolo contatto con un nemico e mancano del tutto i power-up.